# Хемієнь
Хемієнь, Хемієні (рум. Hemieni) — село у повіті Бакеу в Румунії. Входить до складу комуни Пиржол.
Село розташоване на відстані 238 км на північ від Бухареста, 25 км на захід від Бакеу, 101 км на південний захід від Ясс, 124 км на північний схід від Брашова.